# Donja Sabanta
Donja Sabanta (cyr. Доња Сабанта) – wieś w Serbii, w okręgu szumadijskim, w mieście Kragujevac. W 2011 roku liczyła 540 mieszkańców.